# Astrodoras asterifrons
Astrodoras asterifrons — єдиний вид роду Astrodoras родини Бронякові ряду сомоподібних. Наукова назва походить від грецьких слів astra, тобто «промінь» та dora, тобто «шкіра».

## Опис
Загальна довжина становить 8 см. Голова коротка, широка. Очі маленькі. Є 3 пари довгих вусиків, що тягнуться з нижньої щелепи та кінчика морди. Тулуб кремезний. Перед спинним плавцем є добре розвинена кістяна пластина. Спинний плавець дуже високий має 6 променів з шипом на першому. Уздовж бічної лінії є добре розвинені кісткові щитки. Грудні плавці широкі, з сильними шипами. Черевні плавці маленькі. Анальний плавець помірно довгий, більший на черевні та жировий плавець. Останній зовсім маленький. Хвостовий плавець дуже широкий, не розділений, з невеличким виступом у нижній частині

## Спосіб життя
Воліє до прісних водойм, помірно швидких річок. Активна вночі. Вдень ховається у різних укриттях. Живиться дрібними безхребетними. Проте спосіб життя цього сома все ще докладно не вивчений.

## Розповсюдження
Зустрічається в басейні річки Амазонка в межах держав Болівія та Бразилія.